# Czarnuszka (potok)
Czarnuszka (Bober, Czarna Woda, czes. Černy potok, niem. Schwarzbach) – potok, prawy dopływ Bobru o długości 9,93 km.

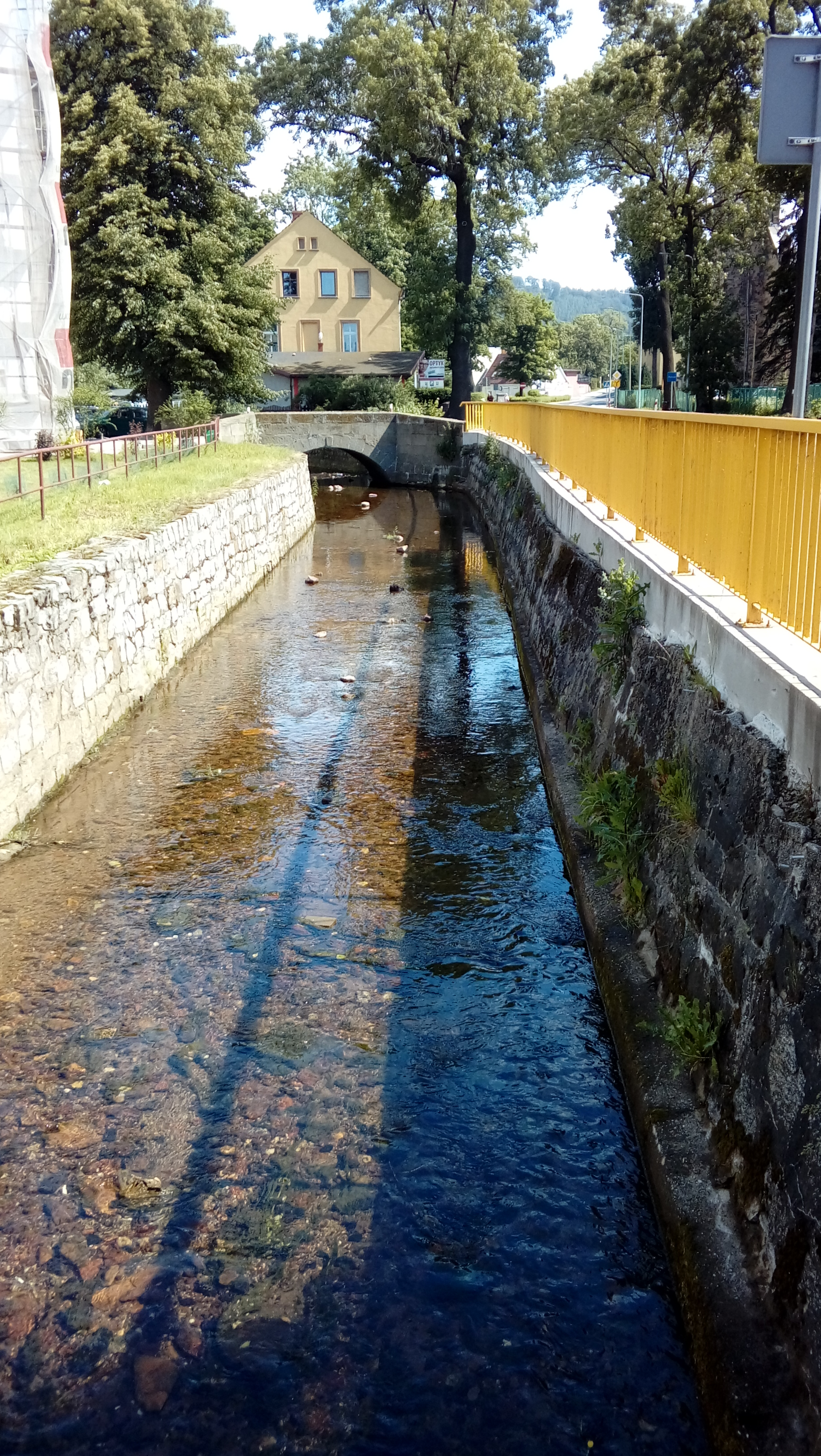
Potok Czarnuszka

Potok wypływa na granicy Polski z Czechami z południowego zbocza Szczepanowskiego Grzbietu na wysokości 610 m n.p.m. Na odcinku ok. 2 km stanowi granicę Polski i Czech. Następnie płynie na wschód przez czeskie wsie: Černá Voda, Královec. W Královcu w odległości około 1 km na północ od Przełęczy Lubawskiej skręca na północ i po około 2 km przepływa przez granicę z Polską, płynie nadal na północ do Lubawki. W Lubawce wpływa do niego Raba.